# Bảo tàng Fryderyk Chopin
Bảo tàng Fryderyk Chopin (tiếng Ba Lan: 'Muzeum Fryderyka Chopina') là một bảo tàng ở Warsaw, Ba Lan, được thành lập vào năm 1954 và dành riêng cho nhà soạn nhạc Ba Lan Frédéric Chopin.
Bảo tàng có hai chi nhánh: Nơi sinh của Frédéric Chopin, tại Żelazowa Wola; và Parlor Family Parlor, trên Krakowskie Przingmieście, Warsaw.

## Lịch sử

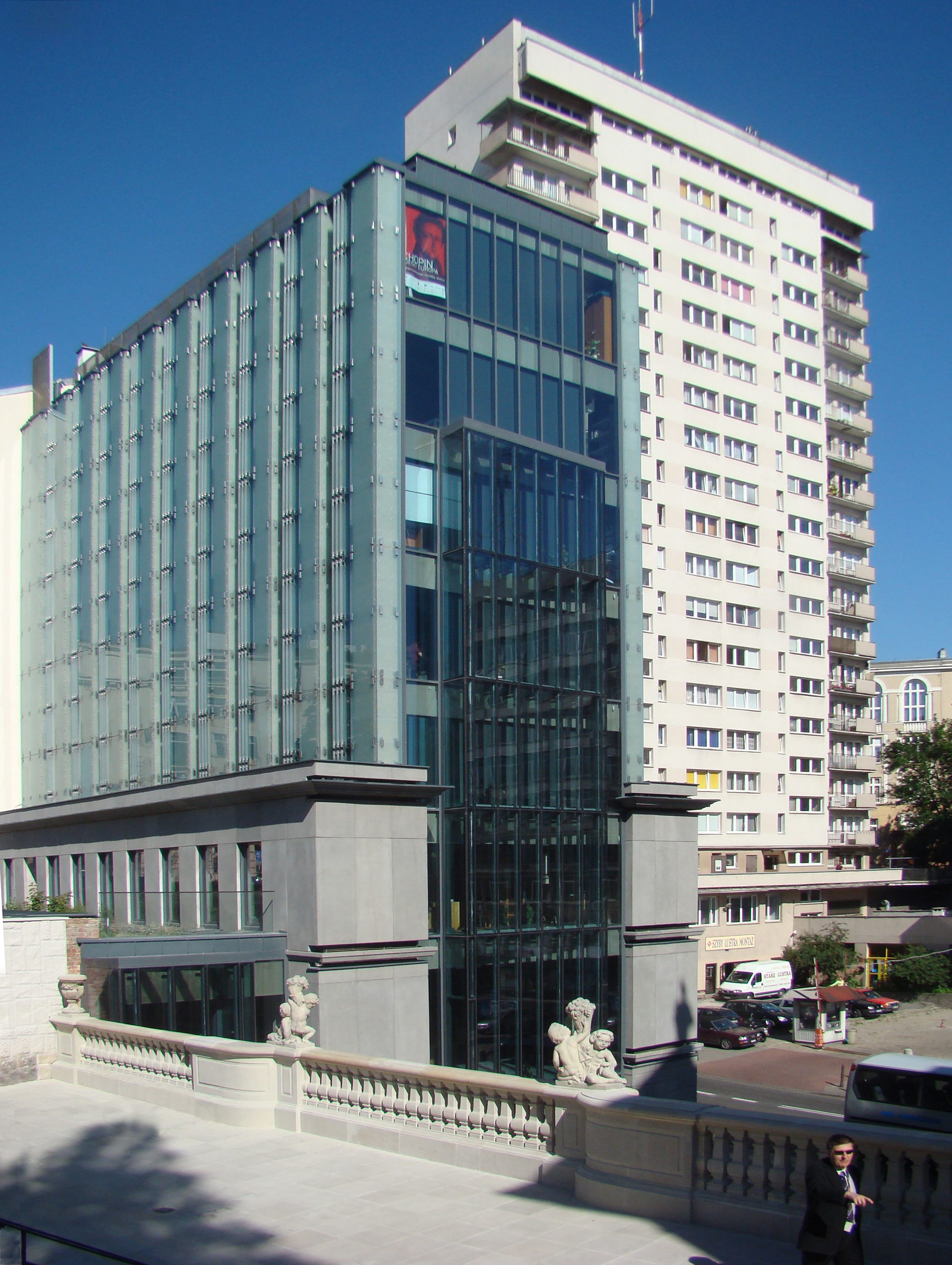
Tòa nhà mới của Viện Chopin, nhìn từ sân thượng Ostrogski Palace

Bảo tàng Fryderyk Chopin tại Hội Fryderyk Chopin ở Warsaw được thành lập vào những năm 1930. Vào năm 1935, Viện Fryderyk Chopin, được thành lập một năm trước bởi 32 đại diện xuất sắc của thế giới văn hóa và chính trị, đứng đầu là Karol Szymanowski, Józef Beck và August Zaleski, đã bắt đầu thu thập một bộ sưu tập. Vào thời điểm đó, 13 bản thảo cực kỳ giá trị đã được mua từ Ludwika Ciechomska, cháu gái của Ludwika Jędrzejewicz, em gái của Chopin và Bogusław Krasnzewski. Các bản thảo bao gồm: một bản tự viết tay hoàn chỉnh của G minor Trio op. 8 cho piano, violin và cello của Chopin, 7 lá thư được viết tại Szafarnia của nhà soạn nhạc trẻ cho gia đình vào năm 1824 (bao gồm bốn ví dụ về Szafarnia Courier nổi tiếng) và tại Kowalewo (6 tháng 7 năm 1827) cũng như cho người bạn học của ông Julian Fontana ở Paris (1835), 3 lời chào đặc biệt mà Chopin gửi đến cha mình (6 tháng 12 năm 1816 và 1818) và mẹ (16 tháng 6 năm 1817) vào ngày của họ cũng như hai lời đề nghị vào ngày 6 và 9 tháng 6 năm 1833 cho Józef Nowakowski, một người bạn từ Nhạc viện Warsaw. Việc tạo ra một Bộ sưu tập ảnh, ghi âm và thư viện đã được bắt đầu trước năm 1939.
Vào năm 1945, Viện Fryderyk Chopin đã mở cửa trở lại, trên đường Zgoda của Warsaw và từ năm 1953 đã được đặt trong Cung điện Ostrogski. Đây cũng là nhà của Bảo tàng Fryderyk Chopin, Thư viện và Bộ sưu tập ảnh và ghi âm. Bảo tàng bao gồm lịch sử và các tác phẩm của Chopin và bao gồm các bản thảo và tài liệu gốc do nhà soạn nhạc viết, các bức ảnh và tác phẩm điêu khắc về ông, và các bức thư. Nó cũng tổ chức các buổi biểu diễn piano và các cuộc thi của các tác phẩm của Chopin. Các bức bích họa phong phú, vữa, và các bức bích họa theo phong cách Pompeian là một khung cảnh phù hợp cho các phòng của Bảo tàng Fryderyk Chopin.
Được tân trang lại để kỷ niệm 200 năm (2010) ngày sinh của Frédéric Chopin, bảo tàng đa phương tiện này là một trong những bảo tàng hiện đại nhất ở Ba Lan. Bộ sưu tập của nó được hiển thị trên năm cấp độ của không gian triển lãm trong 15 phòng.
Bảo tàng là kết quả của một cuộc thi quốc tế về ý tưởng và hiện thực hóa thiết kế triển lãm thường trực mới của Bảo tàng. Được tổ chức dưới sự bảo trợ của Bộ trưởng Bộ Văn hóa Bogdan Zdrojewski và Di sản quốc gia, kiến trúc sư Migliore + Servetto đã giành chiến thắng trong dự án triển lãm thường trực năm 2008, trong số 32 công ty quốc tế và thiết kế triển lãm thường trực.

## Thư viện ảnh

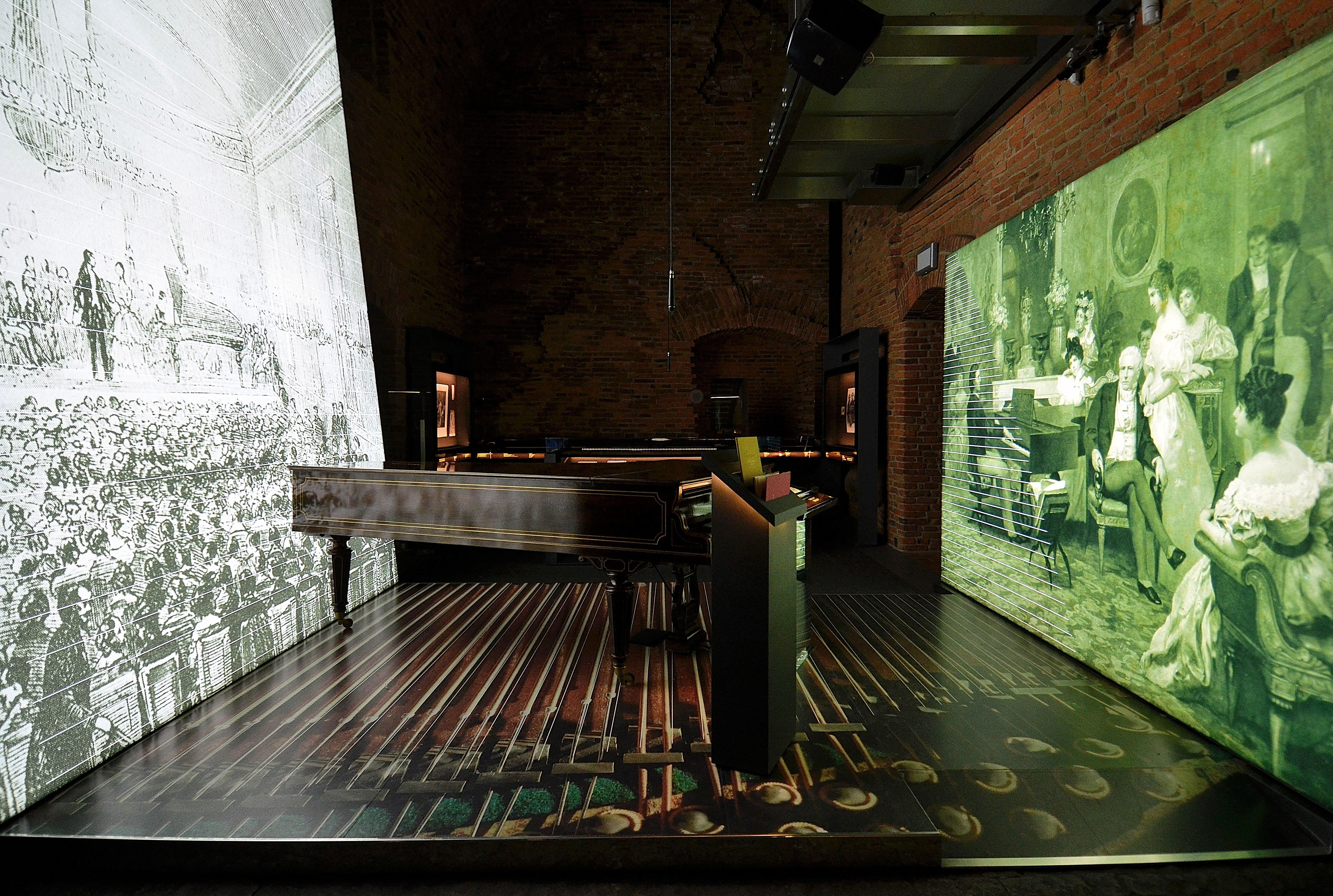
Cấp độ trừ-1
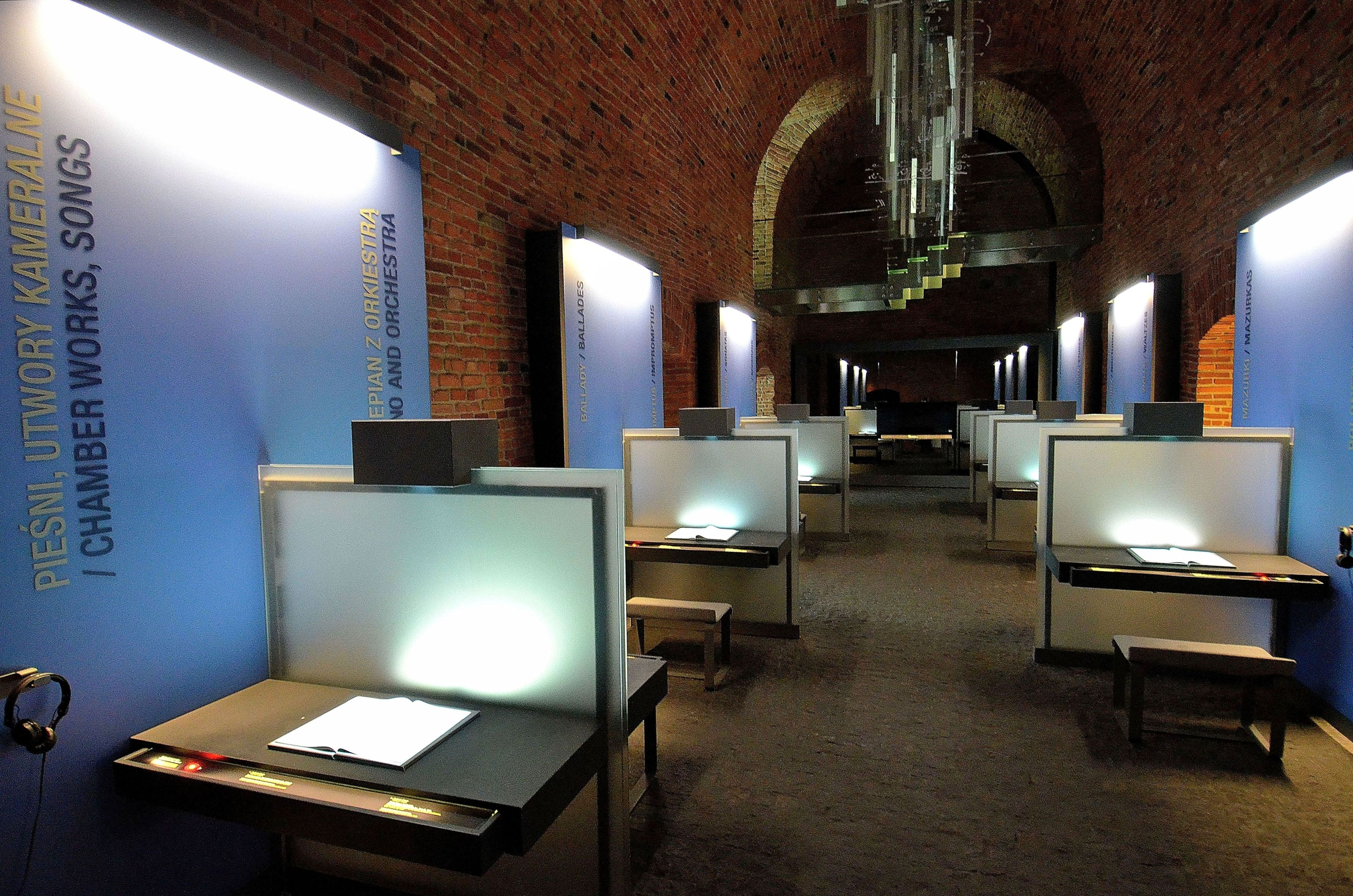
Phòng âm thanh
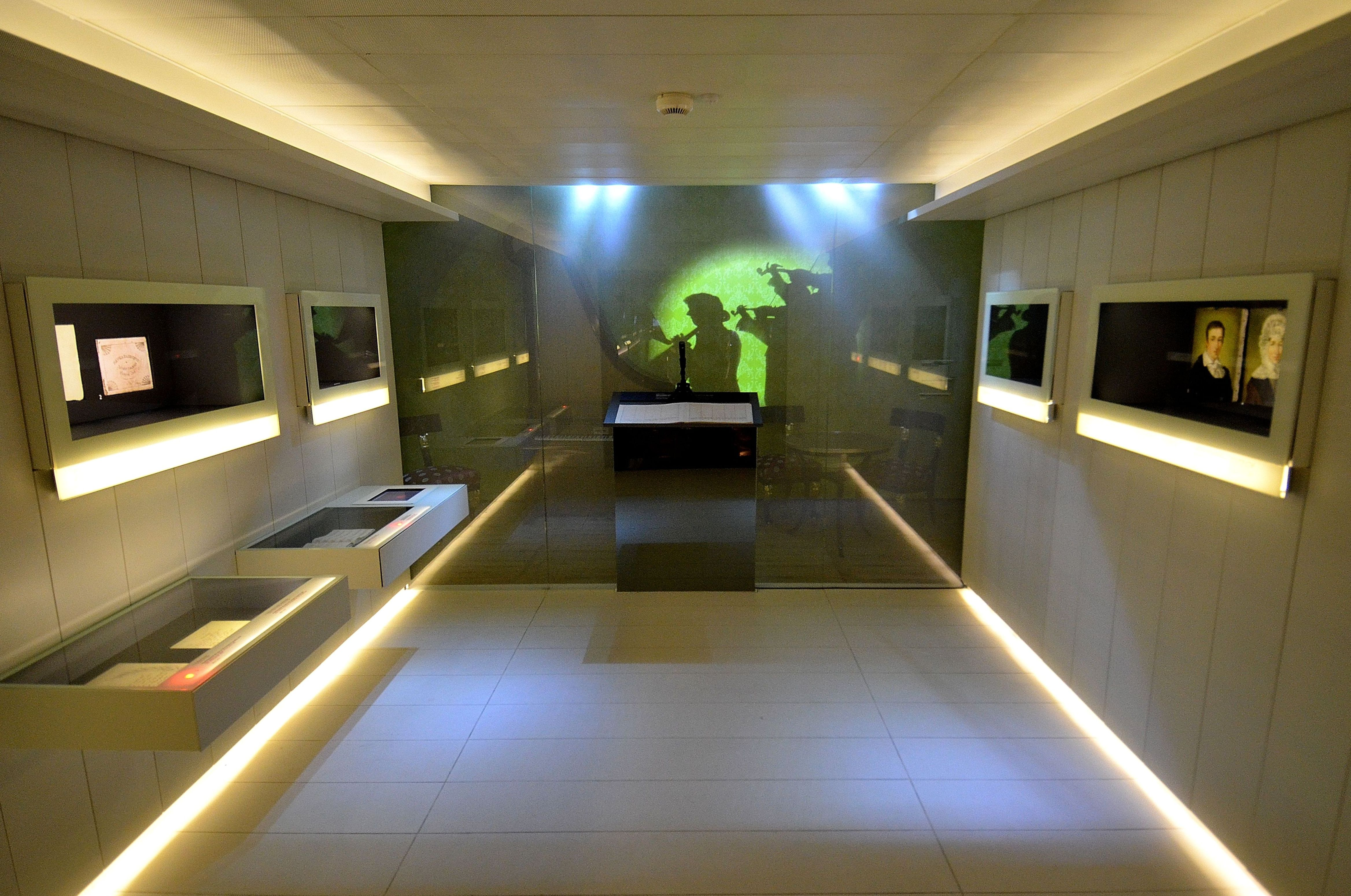
Cấp 0
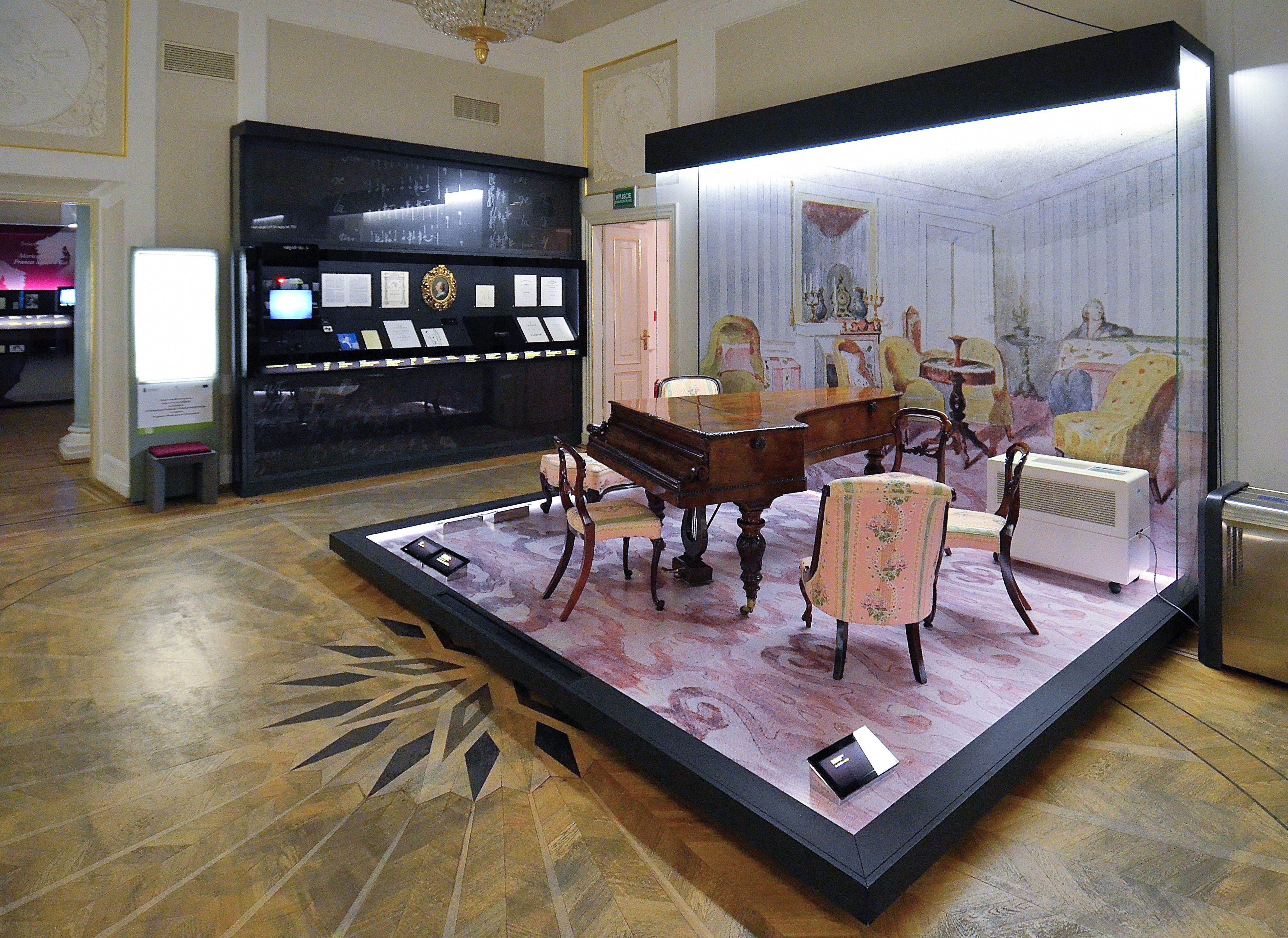
Cây đàn piano cuối cùng của Chopin
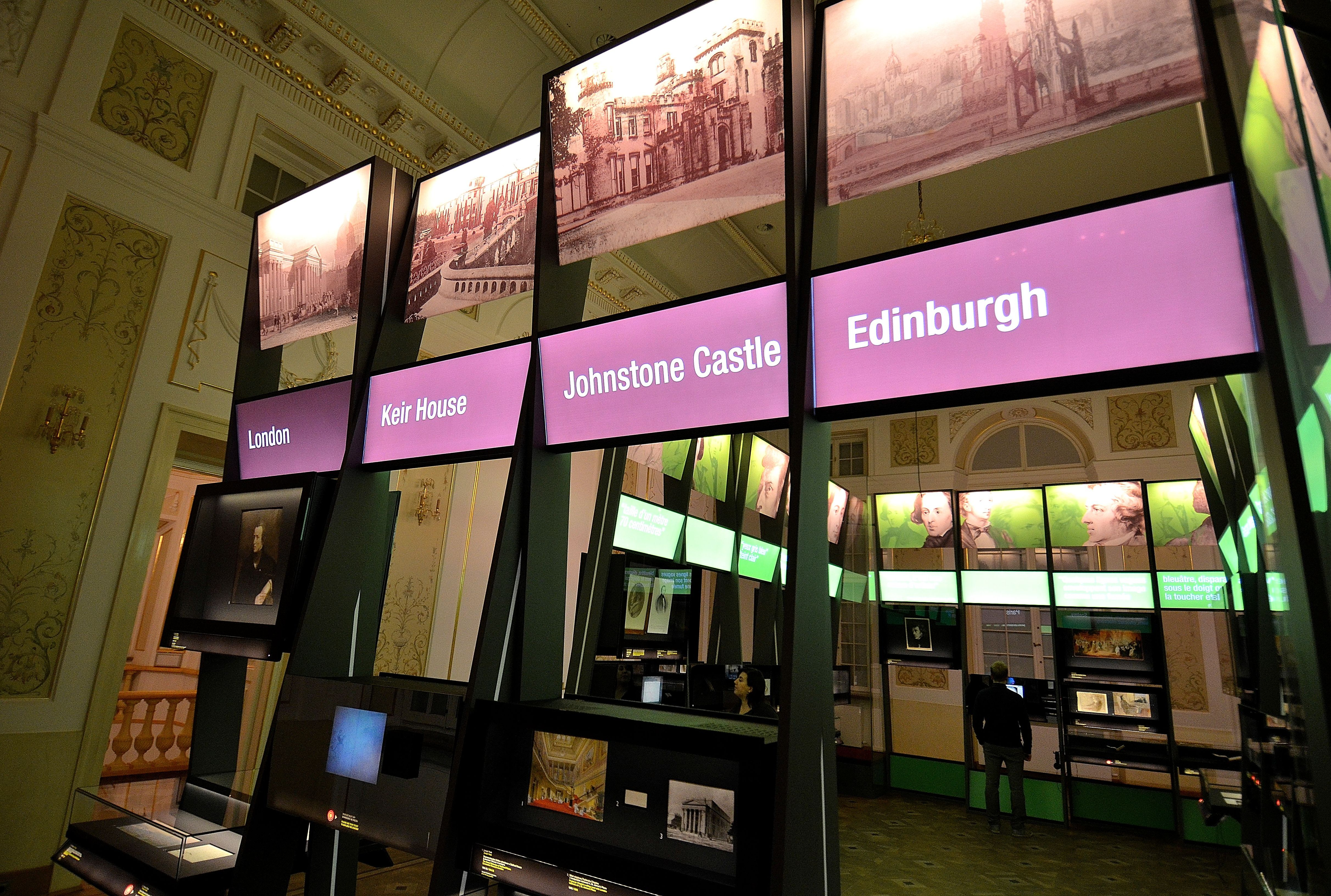
Du lịch của Chopin (cấp 2)
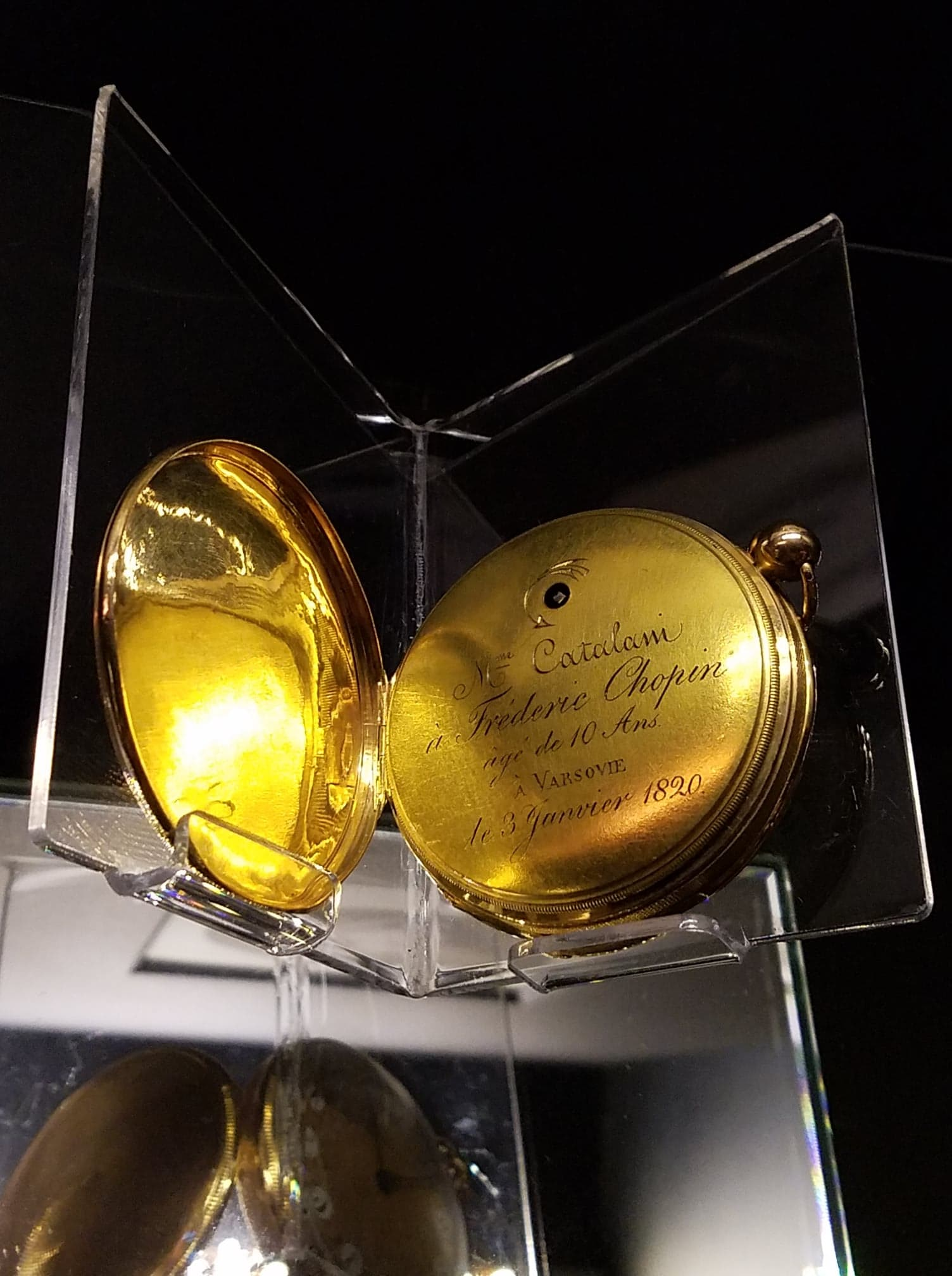
Đồng hồ bỏ túi được Angelica Catalani giới thiệu cho Chopin 10 tuổi vào ngày 3 tháng 1 năm 1820